# 社会主義解放党
社会主義解放党（略：PSL、英：Party For Socialism and Liberation、直訳すると「社会主義と解放のための党」となる）とは、アメリカ合衆国の共産主義政党。2004年6月結党。サンフランシスコに党本部を置く。

## 概要
労働世界党から分裂する形で結党された新興の政党である。党の掲げるイデオロギーはマルクス・レーニン主義である。アメリカ共産党とは掲げる政治信条や立ち位置が似ているが現段階では両党に接点や交流はない。
この政党はソビエト連邦に対し肯定的なスタンスをとっており、また、ソビエト連邦を結果的に崩壊へと導いたミハイル・ゴルバチョフを厳しく批判している。また、キューバへの連帯キャンペーンや、資本主義システムを取り入れている現行の中華人民共和国政府への批判（建国時の精神に返るよう訴えている）などから、政治的には極左とされている政党である。
イスラエルを厳しく批判しており、パレスチナ人の民族自決を支持する観点から、パレスチナ難民の帰還を主張している。

## 選挙への参加
2008年の大統領選・2012年の大統領選や、いくつかの選挙に候補者を擁立しているが、当選した例はひとつもない。
2016年の大統領選には、正副大統領候補としてグロリア・ラ・リヴァとユージン・パリアーが出馬表明。選挙の結果、約74,000票を獲得した。2008年、2012年の選挙では10000票未満での得票数であったことを考えると、大幅な増加である。

## 機関紙
機関紙は「解放」（Liberation）。隔週刊である。日本在住の人間でも購読可能。